# José Leonard y Bertholet
Józéf Leonard Bertholet (Hrubieszów, 1840-Managua, Nicaragua, 13 de abril de 1908) fue un escritor, periodista y pedagogo polaco-español.

## Biografía
Nació en Hrubieszów, una ciudad fronteriza entre Polonia y Ucrania. Fue doctor en leyes y publicó en su idioma nativo numerosos trabajos históricos y literarios, entre estos Juan Ziska y los husitas, y una colección de opúsculos dedicados a los campesinos polacos titulada Braterstwo ("La fraternidad"). Fue ayudante del general Michał Heydenreich-Kruk (1831-1886) en la insurrección liberal y antizarista de 1863 y 1864, por lo que tuvo que abandonar Polonia a causa de sus ideas.
Tras pasar por Alemania, Francia (en París, en 1866, asistió al nacimiento del Nouveau Paenasse Contemporain), y Suiza, en 1868 llegó a España para participar en la Revolución de Septiembre; allí permanecerá trece años. Políglota que hablaba y escribía perfectamente diez idiomas y poseedor de una formidable cultura, fue protegido por el ilustre periodista Nemesio Fernández Cuesta, quien lo llevó como redactor a los periódicos Gaceta de Madrid, en la que llegó a redactor jefe, y Las Novedades, y también colaboró en La Niñez. Fue amigo íntimo de los primeros republicanos españoles: Francisco Pi y Margall, Nicolás Salmerón y Emilio Castelar, y también de escritores como Ventura Ruiz de Aguilera (de quien tradujo algunos poemas al polaco), Antonio de Trueba y Manuel Fernández y González. 
Fue profesor de la Institución Libre de Enseñanza; allí pronunció el 6 de mayo de 1878 una extensa conferencia sobre Literatura Polaca y José Ignacio Kraszewski. La Restauración no le fue favorable y, tras una breve estancia en París en 1881, marchó a América, donde fue contratado como profesor en Nicaragua junto a otro institucionista, el geólogo Salvador Calderón y Arana.

## Estancia en Centroamérica
En 1881 dirigió el Instituto Nacional de Occidente en León, una institución de enseñanza laica, nombrado por el propio presidente Joaquín Zavala, como el ilustre poeta Rubén Darío recuerda en su Autobiografía. Dice además:
Más que krausista, Leonard era un hegeliano. Su librepensamiento tenía esos visos. Creía en el progreso, en el inacabable perfeccionamiento humano. A todos sus discípulos les comunicaba su fe y su fuego.
Se dedicó a fundar logias de la masonería por América Central y, por ejemplo, fundó logias en Nicaragua (en Managua y en Granada) y en Honduras (1897) e inició en esos misterios a Rubén Darío en 1908. Leonard influyó fuertemente en el amor de Rubén Darío por la literatura hermética y ocultista y en su cosmopolitismo; tal vez también en la estética, ya que, como se ha dicho, asistió en París a la formación del parnasianismo.
Expulsado de Nicaragua por sus ideas librepensadoras, en Tegucigalpa dirigió también otra institución educativa, el Instituto Nacional de Tegucigalpa y llegó a ser rector de la Universidad de Honduras en dicha capital entre 1899 y 1902. Escribió La crónica de la guerra (1899), un esbozo histórico de la Guerra de España contra los Estados Unidos.
Se trasladó a la República de El Salvador, donde fue correspondiente de la Real Academia Española y de la Asociación de Escritores y Artistas de Madrid y en Guatemala trabajó como cónsul representando a este país en México.
Según documentos del registro de inhumaciones, fue sepultado en el Cementerio San Pedro Apóstol de Managua y su tumba no ha podido ser localizada.

## Obras
- Juan Ziska y los husitas
- Braterstwo
- Moderna literatura polaca y José Ignacio Kraszewski: 13ª conferencia (6 de mayo de 1878), Madrid: Establecimiento tipográfico de los señores J. C. Conde y Compañía, 1878.
- La crónica de la guerra (1899)